# ياكوب أمسلر لافون
ياكوب أمسلر لافون (بالإنجليزية: Jakob Amsler-Laffon)‏ (و. 1823 – 1912 م) هو رياضياتي، وفيزيائي من سويسرا .
توفي في شافهاوزن بسويسرا، عن عمر يناهز 89 عاماً.